# Robert F. Kennedy Jr.
Robert Francis Kennedy Jr. (Washington D. C., 17 de enero de 1954) también conocido como RFK Jr., es un abogado, político, activista antivacunas, y difusor de teorías de conspiración estadounidense. Es el secretario de Salud y Servicios Humanos de los Estados Unidos desde el 13 de febrero de 2025 bajo la segunda presidencia de Donald Trump.
Es hijo de Robert F. Kennedy y sobrino del expresidente John F. Kennedy. Es el presidente de la junta directiva de Waterkeeper Alliance, un grupo ambiental sin fines de lucro que ayudó a fundar en 1999. RFK Jr. ha escrito o editado diez libros.
Fue candidato independiente en las elecciones presidenciales de Estados Unidos de 2024 hasta su retirada el 22 de agosto de 2024 dando su apoyo al entonces candidato Donald Trump. RFK Jr. ha promovido teorías de conspiración y desinformación sobre las vacunas, como el vínculo no comprobado entre las vacunas y el autismo.
Desde 1986 hasta 2017, RFK Jr. fue abogado sénior del Natural Resources Defense Council (NRDC), una organización ambiental sin fines de lucro. Desde 1984 hasta 2017, fue miembro de la junta y jefe de la fiscalía de Riverkeeper, organización ambiental no lucrativa dedicada a proteger el río Hudson. Durante más de treinta años, Kennedy ha sido profesor adjunto de Derecho Ambiental en la Escuela de Derecho de la Universidad de Pace. Hasta agosto de 2017, también ocupó el cargo de abogado supervisor y codirector de la Clínica de Litigios Ambientales de Pace Law School, que fundó en 1987. Actualmente es profesor emérito en Pace.

## Primeros años y educación

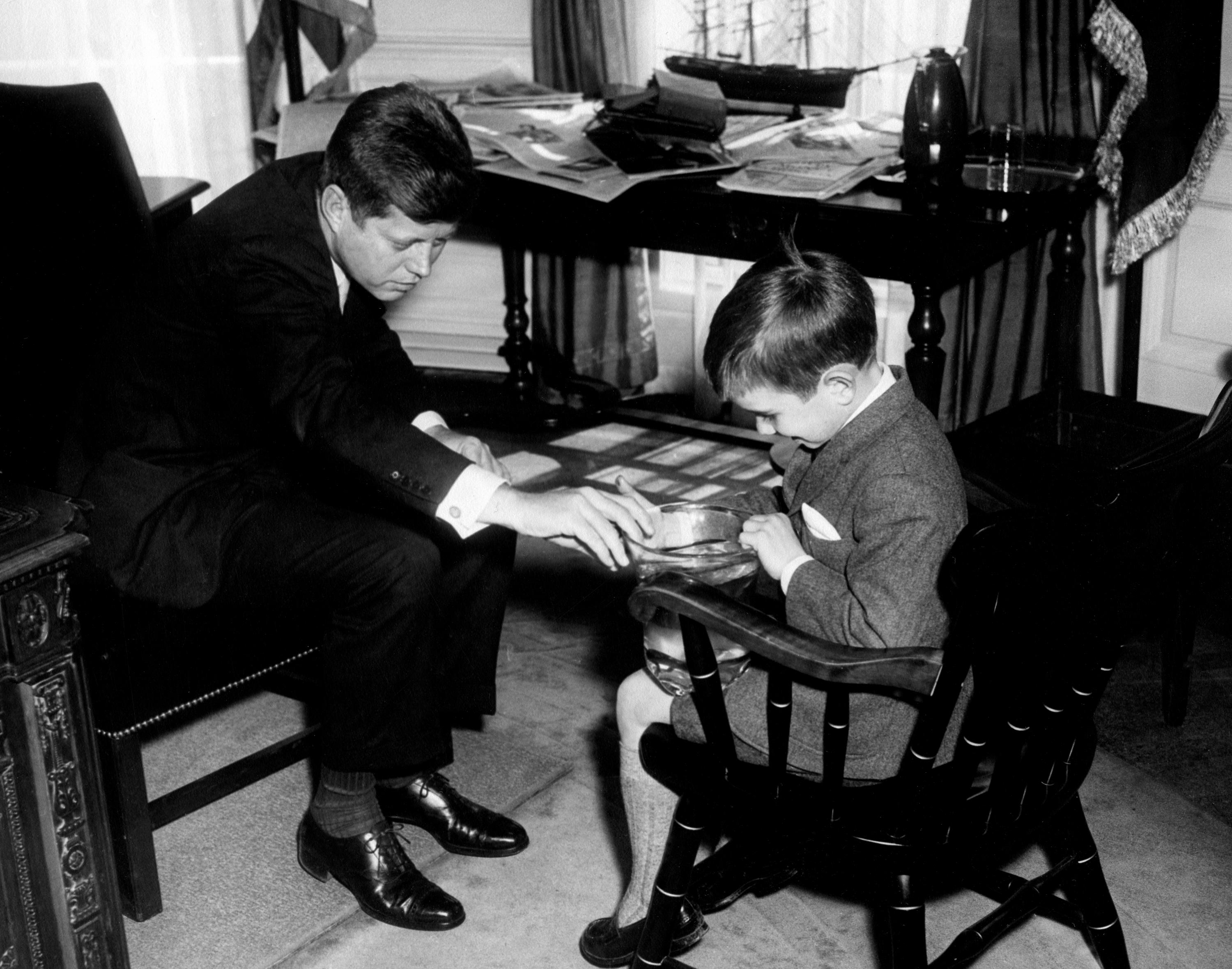
Robert F. Kennedy Jr. con el presidente John F. Kennedy en 1961

Kennedy nació en Washington D. C. el 17 de enero de 1954. Es el tercero de once hijos del senador y fiscal general Robert F. Kennedy y Ethel Kennedy.
Además, es sobrino de John F. Kennedy, del 35.º presidente de Estados Unidos y del senador Ted Kennedy. Su tía Eunice Kennedy Shriver fundó las Olimpiadas Especiales, y su otra tía, Jean Kennedy Smith, es una ex embajadora de Estados Unidos en Irlanda.
Kennedy creció en las casas de su familia en McLean, Virginia, y Cape Cod, Massachusetts. Tenía 9 años en 1963 cuando su tío, el presidente John F. Kennedy, fue asesinado, y tenía 14 años en 1968 cuando su padre fue asesinado mientras se postulaba para presidente en las primarias presidenciales demócratas de 1968.
Kennedy se enteró del atentado a su padre cuando estaba en Georgetown Preparatory School, un internado jesuita en North Bethesda, Maryland. Unas horas más tarde, voló a Los Ángeles en el avión del vicepresidente Hubert Humphrey, junto con su hermana Kathleen y su hermano mayor Joseph.  Kennedy fue portador del féretro en el funeral de su padre, donde habló y leyó extractos de los discursos de su padre en la misa en el Cementerio Nacional de Arlington.
Después de obtener su diploma de escuela secundaria de la Palfrey Street School en Massachusetts, Kennedy continuó su educación en Harvard y en la London School of Economics, graduándose de la Universidad de Harvard en 1976 con una Licenciatura en Historia y Literatura Americana. Continuó ganando un Juris Doctor de la Universidad de Virginia y una Maestría en Leyes de la Universidad de Pace.

## Carrera
En 1983, Kennedy fue fiscal adjunto de distrito en Manhattan. En 1984, Kennedy se unió a Riverkeeper como investigador, y fue promovido a fiscal superior cuando fue admitido en el Colegio de Abogados de Nueva York en 1985.
Kennedy es especialista en derecho ambiental y socio en los bufetes de abogados de Morgan & Morgan PA y de Kennedy & Madonna, LLP, y es un defensor de la justicia ambiental.
A través de litigios, cabildeo, enseñanza y campañas públicas y activismo, Kennedy ha abogado por la protección de las vías fluviales, los derechos indígenas y las energías renovables.
En 2018, la Asociación Nacional de Abogados Judiciales otorgó a Kennedy y a su equipo de pruebas el Equipo de Juicio del Año por su trabajo ganando un veredicto con jurado de 289 millones de dólares en Dewayne «Lee» Johnson v Monsanto.

### Riverkeeper
Kennedy litigó y supervisó demandas de aplicación ambiental en los estuarios de la costa este en nombre de Hudson Riverkeeper y el Long Island Soundkeeper, donde también fue miembro de la junta. Long Island Soundkeeper presentó numerosas demandas contra ciudades e industrias a lo largo de las costas de Connecticut y Nueva York. En 1986, Kennedy ganó un caso histórico contra Remington Arms Trap y el 2 Skeet Gun Club en Stratford, Connecticut, que puso fin a la práctica de disparar con plomo a Long Island Sound. Kennedy también presentó demandas federales para cerrar el vertedero de Pelham Bay y los clubes del New York Athletic, argumentando que esas instalaciones estaban interfiriendo con el uso público de Long Island Sound. En el Hudson, Kennedy presentó una serie de demandas contra los municipios, incluyendo la ciudad de Nueva York, para tratar adecuadamente las aguas residuales, y contra las industrias, incluyendo Consolidated Edison, General Electric y Exxon, para dejar de descargar la contaminación y limpiar la contaminación heredada.
En 1995, Kennedy abogó por la derogación de la legislación antiambienal durante el 104º Congreso.  En 1997, Kennedy trabajó con John Cronin para escribir The Riverkeepers, una historia de los primeros Riverkeepers y una imprimación para el movimiento Waterkeeper. 
Basándose en su experiencia investigando y procesando a los contaminadores en nombre de los guardaestraques, Kennedy ha escrito extensamente sobre la aplicación de la ley ambiental.

### Clínica de Litigios Ambientales Pace
En 1987, Kennedy fundó la Clínica de Litigios Ambientales en la Escuela de Derecho de la Universidad de Pace, donde durante tres décadas fue el abogado supervisor y codirector de la clínica, y como Profesor Clínico de Derecho. Kennedy obtuvo una orden especial de la Corte de Apelaciones del Estado de Nueva York que permitió a sus 10 estudiantes de clínica, estudiantes de derecho de segundo y tercer año- ejercer la abogacía y juzgar casos contra los contaminadores del río Hudson en la corte estatal y federal, bajo la supervisión de Kennedy y su codirector, el profesor Karl Coplan. Los clientes a tiempo completo de la clínica son Riverkeeper y Long Island Soundkeeper.
La clínica ha procesado a numerosos gobiernos y empresas por contaminar Long Island Sound y el río Hudson y sus afluentes. La clínica argumentó casos para ampliar el acceso de los ciudadanos a la costa, y ganó cientos de asentamientos para el guardián del río Hudson. Kennedy y sus estudiantes también demandaron a docenas de plantas municipales de tratamiento de aguas residuales para forzar el cumplimiento de la Ley de Agua Limpia. En 2010, una demanda de Pace obligó a ExxonMobil a limpiar decenas de millones de galones de petróleo de los derrames de refinería heredados en Newtown Creek en Brooklyn, Nueva York.
El 11 de abril de 2001, Men's Journal reconoció a Kennedy con su Premio «Héroes» por su creación de la Clínica de Litigios Ambientales Pace. Kennedy y su Clínica de Litigios Ambientales Pace recibieron otros premios por un trabajo legal exitoso limpiando el medio ambiente. La Clínica Pace se convirtió en un modelo para clínicas de derecho ambiental similares en todo el país, incluyendo Rutgers, Golden Gate, UCLA, Widener, y Boalt Hall en Berkeley.

### Alianza de guardabosques
En junio de 1999, cuando el éxito de Riverkeeper en el Hudson comenzó a inspirar la creación de Waterkeepers en toda América del Norte, Kennedy y unas pocas docenas de guardianes del río se reunieron en Southampton, Long Island, para fundar la Waterkeeper Alliance, que ahora es el grupo paraguas para los 344 programas de Waterkeeper con licencia ubicados en 44 países. Como Presidente de la Alianza, Kennedy supervisa sus programas legales, de membresía, de políticas y de recaudación de fondos. La Alianza afirma que está dedicada a promover «vías fluviales nadables, pescables y potables, en todo el mundo», y también es un centro de compensación, aprobando nuevos programas de Keeper y otorgando licencias al uso de la marca registrada «Waterkeeper», «Riverkeeper», «Soundkeeper», «Lakekeeper», «Baykeeper», «Bayoukeeper», «Canalkeeper», etc.
Kennedy y su trabajo ambiental han sido el foco de varias películas, incluyendo The Hudson Riverkeepers (1998) y The Waterkeepers (2000), ambas dirigidas por Les Guthman. En 2008, apareció en la película documental de IMAX Grand Canyon Adventure: River at Risk, remontando la longitud del Gran Cañón en un dory de madera con su hija Kick y con el antropólogo Wade Davis.

### Acuerdo de Cuenca de la Ciudad de Nueva York
A partir de 1991, Kennedy representó a los ambientalistas y consumidores de cuencas hidrográficas de la ciudad de Nueva York en una serie de demandas contra la ciudad de Nueva York, el estado de Nueva York y los contaminadores de cuencas hidrográficas del norte del estado. Kennedy fue autor de una serie de artículos e informes alegando que el estado de Nueva York estaba abdicando de su responsabilidad de proteger el depósito de agua y el suministro. En 1996, ayudó a orquestar el Acuerdo de Cuenca de la Ciudad de Nueva York de 1200 millones de dólares, que la revista de Nueva York reconoció en su portada, «The Kennedy Who Matters». Este acuerdo, que Kennedy negoció en nombre de los ambientalistas y consumidores de cuencas hidrográficas de la ciudad de Nueva York, es considerado como un modelo internacional en las negociaciones de consenso de las partes interesadas y el desarrollo sostenible.

### Kennedy y Madonna LLP
En 2000, Kennedy y el abogado ambientalista Kevin Madonna fundaron el bufete de abogados ambientalista Kennedy & Madonna, LLP, para representar a los demandantes privados contra los contaminadores. La firma litiga los casos de contaminación ambiental en nombre de individuos, organizaciones sin fines de lucro, distritos escolares, proveedores públicos de agua, tribus indias, municipios y estados. En 2001, Kennedy & Madonna organizó un equipo de prestigiosos bufetes de abogados demandantes para desafiar la contaminación de la producción industrial de cerdo y aves de corral.  En 2004, la firma fue parte de un equipo legal que aseguró un acuerdo de $70 millones para los propietarios de propiedades en Pensacola, Florida, cuyas propiedades estaban contaminadas por productos químicos de un sitio adyacente de Superfund.
Kennedy & Madonna está perfilado en el documental de HBO de 2010 Mann v. Ford que narra cuatro años de litigios presentados por la firma en nombre de la tribu india Ramapough Mountain contra la Ford Motor Company por el vertido de residuos tóxicos en tierras tribales en el norte de Nueva Jersey. Además de un acuerdo monetario para la tribu, la demanda contribuyó a que la tierra de la comunidad fuera ree incluida en la lista federal de Superfund, la primera vez en la historia de la nación que un sitio des-cotización fue reetilado. En 2007 Kennedy fue uno de los tres finalistas nominados como «Abogado de Juicio del Año» por La Justicia Pública por su papel en el veredicto del jurado de 396 millones de dólares contra DuPont por la contaminación de su planta de zinc Spelter, Virginia Occidental. En 2017, la firma fue parte del equipo de prueba que aseguró un acuerdo de 670 millones de dólares en nombre de más de 3000 residentes de Ohio y Virginia Occidental cuya agua potable estaba contaminada con el químico tóxico, C8, que fue liberado al medio ambiente por DuPont en Parkersburg, Virginia Occidental.

### Morgan & Morgan PA
En 2016, Kennedy se convirtió en abogado del bufete de abogados Morgan & Morgan P.A. La asociación surgió de la exitosa colaboración de las dos firmas en el caso contra SoCalGas Company después de la fuga de gas de Aliso Canyon en California. En 2017, Kennedy y sus socios demandaron a Monsanto en un tribunal federal de San Francisco, en nombre de los demandantes que buscaban recuperar daños por el linfoma no hodgkiniano,que, según los demandantes, eran el resultado de la exposición al herbicida basado en glifosatode Monsanto, Roundup. Kennedy y su equipo también presentaron una demanda colectiva contra Monsanto por no advertir a los consumidores sobre los peligros supuestamente planteados por la exposición a Roundup. En septiembre de 2018, Kennedy y sus socios presentaron una demanda colectiva contra Columbia Gas de Massachusetts alegando negligencia después de explosiones de gas en tres ciudades al norte de Boston. De Columbia Gas, Kennedy dijo que «a medida que construyen nuevas millas de tuberías, la misma compañía está ignorando su infraestructura existente, que ahora sabemos que se está erosionando y está en ruinas».

### Emprendimiento en tecnologías limpias y energías renovables
En 1998, Kennedy, Chris Bartle y John Hoving crearon una compañía de agua embotellada, Keeper Springs, que donó todas sus ganancias a Waterkeeper Alliance. En 2013, Kennedy y su socio vendieron la marca a Nestlé a cambio de una donación a los waterkeepers locales.
Kennedy fue socio de riesgo y asesor sénior en VantagePoint Capital Partners,una de las firmas de capital de riesgo de tecnología limpia más grandes del mundo. Entre otras actividades, VantagePoint fue el inversor institucionalpre-OPI original y más grande en Tesla. VantagePoint también respaldó a BrightSource Energy y Solazyme, entre otros. Kennedy es miembro de la junta directiva y consejero de varias de las empresas de la cartera de Vantage Point en el espacio del agua y la energía, incluyendo Ostara, una compañía con sede en Vancouver que comercializa la tecnología para eliminar el fósforo y otros nutrientes excesivos de las aguas residuales, transformando la contaminación directamente en fertilizantes de alto grado. También es asesor sénior de Starwood Energy Group, y ha desempeñado un papel clave en varias de las inversiones de la firma.
Está en la junta de Vionx, un fabricante de sistemas de baterías de flujo de vanadio de escala de servicios públicos con sede en Massachusetts. El 5 de octubre de 2017, Vionx, National Grid y el Departamento de Energía de los Estados Unidos completaron la instalación de baterías de flujo avanzadas en Holy Name High School en la ciudad de Worcester, Massachusetts. La colaboración también incluye Siemens y el Centro de Investigación de United Technologies y constituye una de las mayores instalaciones de almacenamiento de energía en Massachusetts.
Kennedy es socio de ColorZen, que ofrece una solución de pretratamiento de fibra de algodón llave en mano que reduce el uso de agua y descargas tóxicas en el proceso de extinción de algodón.
Kennedy fue copropietario y director de la empresa de redes inteligentes Utility Integration Solutions (UISol), que fue adquirida por Alstom. Actualmente es copropietario y director de GridBright, el especialista en gestión de redes líder en el mercado.
En octubre de 2011, Kennedy cofundó EcoWatch,un sitio de noticias ambiental. Renunció a la junta directiva en enero de 2018.

### Comunidades minoritarias y pobres
En su primer caso como abogado ambiental, Kennedy representó a la NAACP en una demanda contra una propuesta para construir una estación de transferencia de basura en un vecindario minoritario en Ossining, Nueva York.
En 1987, demandó con éxito el condado de Westchester,Nueva York, para reabrir el Croton Point Park, que fue muy utilizado principalmente por las comunidades pobres y minoritarias del Bronx. Luego forzó la reapertura del Pelham Bay Park en el Bronx, que la ciudad de Nueva York había cerrado al público y convertido en un campo de tiro de la policía. Kennedy también lideró una batalla para detener un plan para vender Kingman Island de Washington D. C. —una rara propiedad del Servicio de Parques Nacionales en un vecindario minoritario— a un desarrollador privado. En 2004, Kennedy y Riverkeeper demandaron con éxito a Exxon para limpiar un gran derrame de petróleo en Newton Creek en Greenpoint, Brooklyn.
Kennedy ha argumentado que las comunidades pobres cargan con la carga desproporcionada de la contaminación ambiental. Hablando en la conferencia ambiental SXSW Eco de 2016 en Austin, Texas, dijo: «Los contaminantes siempre eligen el blanco blando de la pobreza», señalando que el lado sur de Chicago tiene la mayor concentración de vertederos de desechos tóxicos en Estados Unidos. Además, agregó que el 80 por ciento de los «vertederos de desechos tóxicos no controlados» se pueden encontrar en barrios negros, siendo el sitio más grande de los Estados Unidos en Emelle, Alabama, que es 90 por ciento negro.

### Derechos internacionales e indígenas

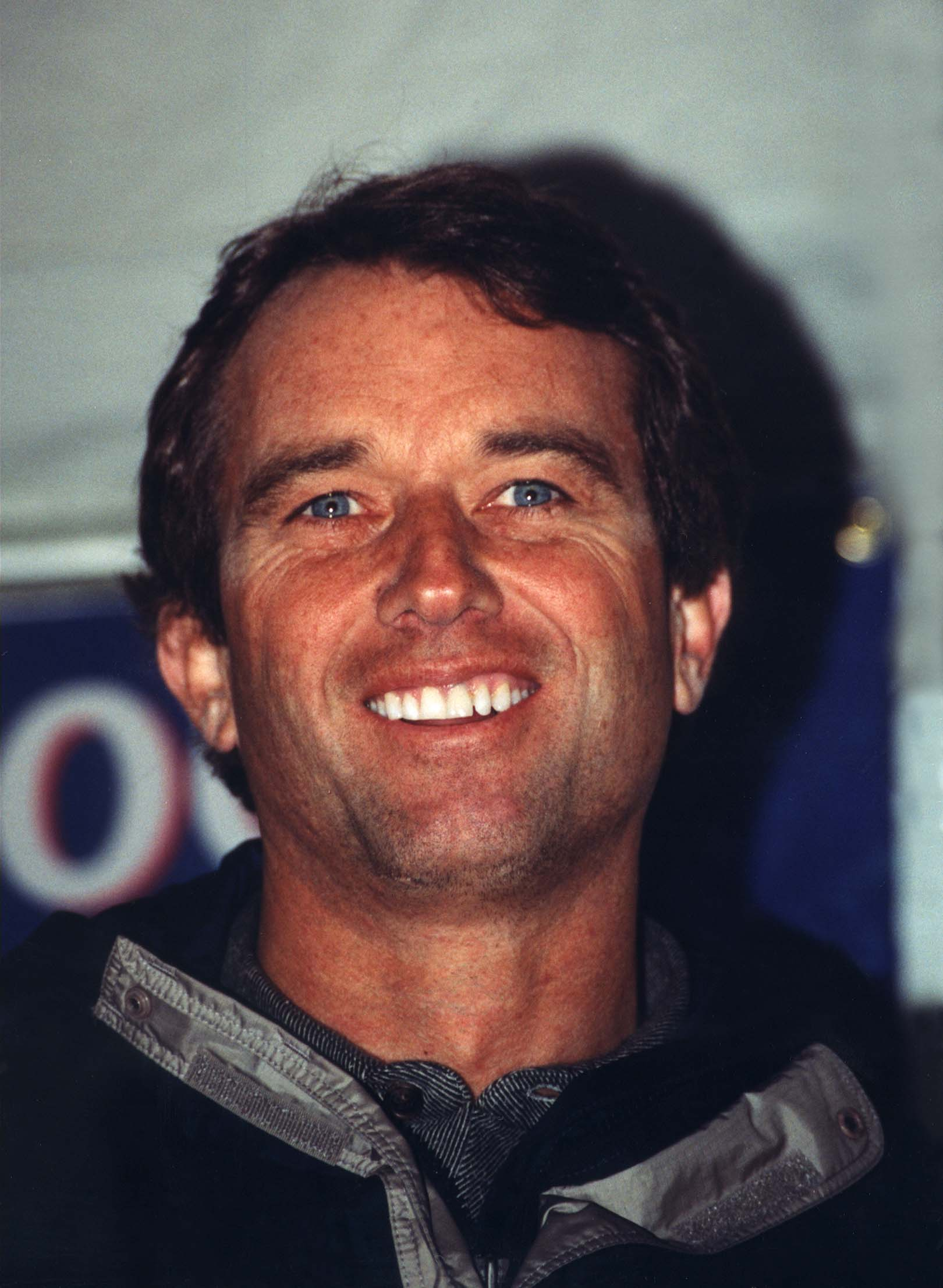
Kennedy en el 2000

A partir de 1985, Kennedy ayudó a desarrollar el programa internacional del Consejo de Defensa de Recursos Naturales (NRDC, por sus siglas en inglés) para el medio ambiente, la energía y los derechos humanos, viajando a Canadá y América Latina para ayudar a las tribus indígenas a proteger sus países de origen y oponerse a proyectos de energía y extracción a gran escala en áreas remotas del desierto.
En 1990, Kennedy ayudó a los indios Pehuenche en Chile en una campaña parcialmente exitosa para detener la construcción de una serie de presas en el icónico río Biobíode Chile. Esa campaña descarriló todas menos una de las presas propuestas. A partir de 1992, ayudó a los indios Cree del norte de Quebec en su campaña contra Hydro-Québec para detener la construcción de unas 600 presas propuestas en once ríos en James Bay.
En 1993, Kennedy y NRDC, en colaboración con la organización de derechos indígenas Cultural Survival, chocaron con otros grupos ambientales estadounidenses en una disputa sobre los derechos de los indios a gobernar sus propias tierras en la región de Oriente del Ecuador. Kennedy representó a la CONFENIAE, una confederación de pueblos indios, en negociación con la petrolera estadounidense Conoco para limitar el desarrollo petrolero en la Amazonía ecuatoriana y, al mismo tiempo, obtener beneficios de la extracción de recursos para las tribus amazónicas. Kennedy fue un crítico vocal de Texaco por su anterior récord de contaminar la Amazonía ecuatoriana.
De 1993 a 1999, Kennedy trabajó con cinco tribus indias de la isla de Vancouver en su campaña para poner fin a la tala industrial de MacMillan Bloedel en Clayoquot Sound, Columbia Británica.
En 1996, Kennedy se reunió con el presidente cubano Fidel Castro para persuadir al líder para que detuviera sus planes de construir una central nuclear en Juraguá. Durante un largo encuentro nocturno, Castro recordó al padre y al tío de Kennedy, especulando que las relaciones de Estados Unidos con Cuba habrían sido mucho mejores si el presidente Kennedy no hubiera sido asesinado.
Entre 1996 y 2000, Kennedy y NRDC ayudaron a los pescadores comerciales mexicanos a detener la propuesta de Mitsubishi de construir una planta de sal en la Laguna San Ignacio, una zona conocida en Baja donde las ballenas grises se criaron, y cuidaron sus terneros. Kennedy escribió extensamente en contra del proyecto, y llevó la campaña a Japón, reuniéndose con el primer ministro japonés  Keizo Obuchi.
En 2000, ayudó a los activistas ambientales locales a detener las propuestas de Chaffin Light, un desarrollador de bienes raíces, y el gigante de la ingeniería estadounidense Bechtel de la construcción de un gran desarrollo hotelero y turístico que, según Kennedy, amenazó los arrecifes de coral y las playas públicas utilizadas ampliamente por los bahameños locales, en Clifton Bay, New Providence Island. Después de esto, el nuevo gobierno de las Bahamas designó el área como Heritage Park.
Kennedy fue uno de los primeros editores de Indian Country Today,el periódico nativo americano más grande de América del Norte. Ayudó a liderar la oposición a la represa del río Futaleufú en la región de la Patagonia de Chile. En 2016, citando la presión precipitada por la campaña del guardaestras del guardaespersor Futaleufú contra las presas, la compañía eléctrica española Endesa, propietaria del derecho a embalsar el río, revirtió su decisión y renunció a todas las reclamaciones al Futaleufú.

### Militares y Vieques
Kennedy ha sido un crítico de los daños ambientales por parte del ejército estadounidense. En 1993, representó con éxito a las tribus indias Suquamish y Duwamish en una demanda contra el astillero naval Puget Sound de los Estados Unidos en Bremerton, Washington, para dejar de contaminar Puget Sound.
En un artículo de 2001, Kennedy describió cómo demandó a la Marina de los Estados Unidos en nombre de los pescadores y residentes de Vieques, una isla frente a Puerto Rico, para detener las pruebas de armas, los bombardeos y otros ejercicios militares. Kennedy argumentó que las actividades eran innecesarias, y que la Marina había destruido ilegalmente varias especies en peligro de extinción, contaminado las aguas de la isla, dañado la salud de los residentes y dañado su economía. Fue arrestado por entrar ilegalmente en el Campamento García Vieques, el centro de entrenamiento de la Marina de los Estados Unidos, donde él y otros protestaban por el uso de una sección de la isla para entrenar. Kennedy sirvió 30 días en una prisión de máxima seguridad en Puerto Rico. El incidente de allanamiento obligó a la suspensión de los ejercicios de fuego en vivo durante casi tres horas. Las demandas y protestas de Kennedy, y cientos de puertorriqueños que también fueron encarcelados, finalmente forzaron el cese del bombardeo naval en Vieques anunciado por el presidente George Bush en 2001, y promulgado en 2003.
En un artículo de 2003 para el Chicago Tribune, Kennedy acusó al gobierno federal de Estados Unidos de ser «el mayor contaminador de Estados Unidos» y el Departamento de Defensa de Estados Unidos como el peor delincuente. Citando a la EPA, dijo que «los residuos de artillería sin desexplotación se pueden encontrar en 16 000 rangos militares... y más de la mitad puede contener armas biológicas o químicas».

### Granjas de fábricas

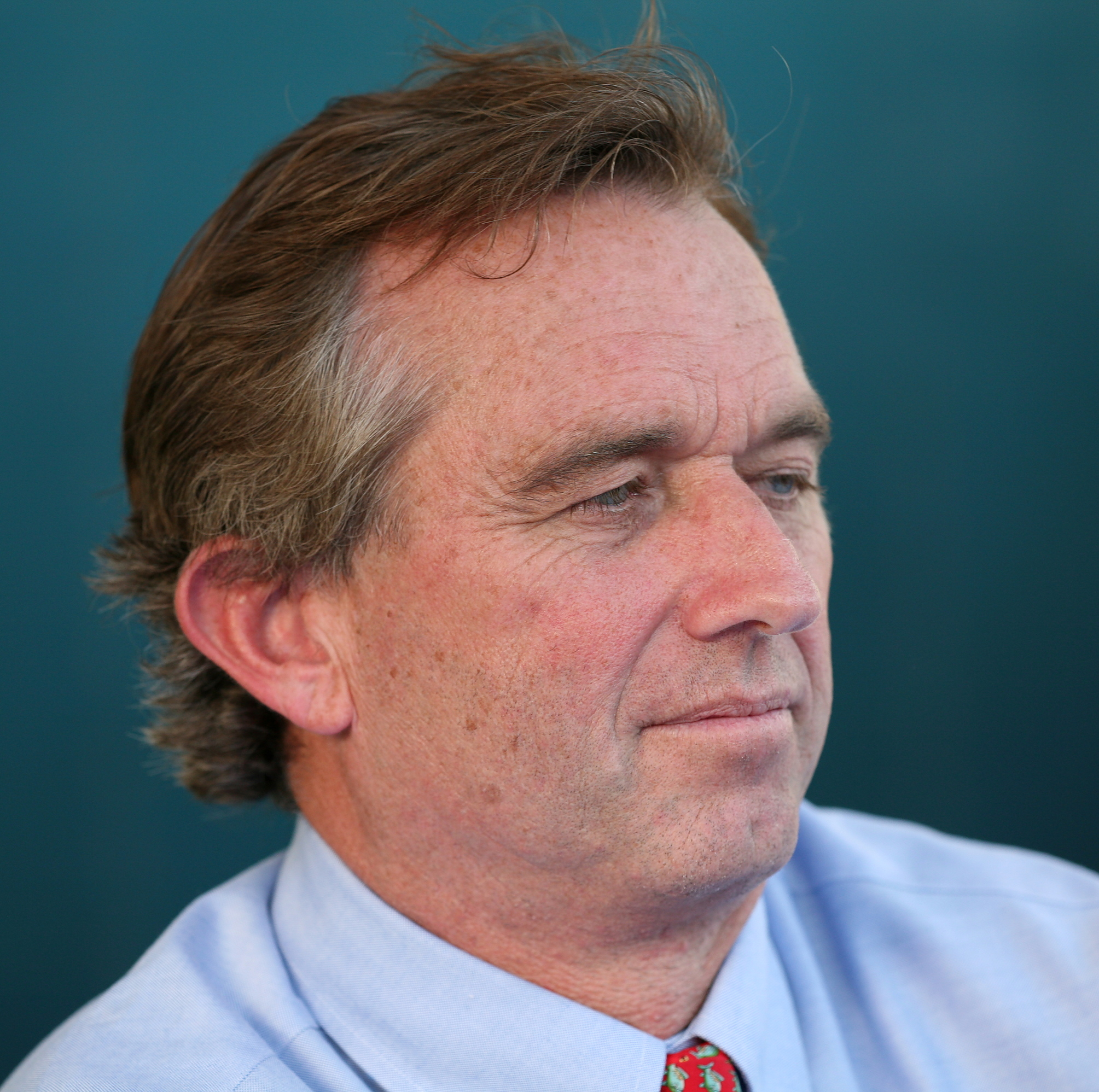
Kennedy en Urbana, IL

Durante casi veinte años, Kennedy y sus riverkeepers libraron una batalla legal y de relaciones públicas contra la contaminación por las granjas industriales. En la década de 1990, reunió la oposición a las granjas de fábricas entre pequeños agricultores independientes, convocó una serie de «Cumbres Nacionales» sobre productos cárnicos de fábrica, y llevó a cabo giras de parada de silbato de conferencia de prensa a través de Carolina del Norte, Iowa, Kansas, Misuri, Illinois, Ohio y en Washington D. C.. A partir de 2000, Kennedy demandó granjas de fábricas en Carolina del Norte, Oklahoma, Maryland y Iowa. Escribió numerosos artículos sobre el tema, argumentando que las granjas de fábricas producen alimentos de menor calidad y menos saludables, y son perjudiciales para los agricultores familiares independientes al envenenar su aire y agua, reducir sus valores de propiedad y utilizar extensos subsidios estatales y federales para imponer la competencia desleal contra los agricultores más pequeños.
En 1995, el primer ministro Ralph Klein de Alberta declaró a Kennedy persona non grata en la provincia debido al activismo de Kennedy contra las instalaciones de producción de cerdos a gran escala de Alberta. En 2002, Smithfield Foods presentó una demanda contra Kennedy en Polonia, bajo una ley polaca que hace ilegal criticar a una corporación, después de que Kennedy denunciara la compañía en un debate con el director polaco de Smithfield ante el parlamento polaco.

### Petróleo, gas y oleoductos
Kennedy ha sido un defensor de una transición global lejos de los combustibles fósiles hacia las energías renovables.   Ha sido particularmente crítico con la industria petrolera. Comenzó su carrera en Riverkeeper durante el tiempo que la organización descubrió que Exxon estaba usando sus petroleros para robar agua dulce del río Hudson para su uso en su refinería de Aruba y para vender a las Islas del Caribe. Riverkeeper ganó un acuerdo de 2 millones de dólares contra Exxon y presionó con éxito para una ley estatal que pros prohibió la práctica. En uno de sus primeros casos ambientales, Kennedy presentó una demanda contra Mobil Oil por contaminar el Hudson.
Kennedy ayudó a liderar la batalla contra el fracking en el estado de Nueva York. Había sido uno de los primeros partidarios del gas natural como combustible puente viable para las energías renovables, y una alternativa más limpia al carbón. Sin embargo, dijo que se volvió en contra de este controvertido método de extracción después de investigar su costo para la salud pública; infraestructura climática y vial. Como miembro de la comisión de fracking del gobernador Andrew Cuomo,Kennedy ayudó a diseñar la prohibición del Gobernador de 2013 sobre el fracking en el estado de Nueva York.
Kennedy montó un esfuerzo nacional contra la construcción de instalaciones de gas natural licuado. Waterkeepers mantiene un reloj nacional que documenta numerosos derrames de crudo anualmente. En Alaska, Kennedy estuvo activo en la lucha por salvar el Refugio Nacional de Vida Silvestre ártico (ANWR), el ecosistema más grande y sin interrupciones en América del Norte, de la perforación.
En 2013, Kennedy ayudó a Chipewyan First Nation y al Beaver Lake Cree luchando para proteger sus tierras de la producción de arenas de alquitrán. En febrero de 2013, mientras protestaba contra el Keystone XL Pipeline Kennedy, junto con su hijo, Conor, fue arrestado por bloquear una vía frente a la Casa Blanca durante una protesta. En agosto de 2016, Kennedy y Waterkeeper participaron en protestas para bloquear la extensión del oleoducto Dakota Access a través del suministro de agua de Sioux Indian Standing Rock Reservation.
Kennedy afirma que la única razón por la que la industria petrolera es capaz de seguir siendo competitiva contra las energías renovables y los automóviles eléctricos es a través de enormes subsidios directos e indirectos e intervenciones políticas en nombre de la industria petrolera. En una entrevista de junio de 2017 en EnviroNews,Kennedy dijo sobre la industria petrolera: «Esa es su estrategia: construir tantas millas de oleoducto como sea posible. Y lo que la industria está tratando de hacer es aumentar ese nivel de inversión en infraestructura para que nuestro país no pueda alejarse de él».

### Carbón
Bajo el liderazgo de Kennedy, Waterkeeper lanzó su campaña Clean Coal is a Deadly Lie en 2001, trayendo docenas de demandas dirigidas a las prácticas mineras, que incluyen la remoción de la cima de las montañas, la construcción de estanques de lodos de lodo, y el objetivo de las emisiones de mercurio y las pilas de cenizas de carbón por parte de los servicios públicos que queman carbón. La alianza Waterkeeper de Kennedy también ha estado liderando la lucha contra la exportación de carbón, incluso desde terminales en el noroeste del Pacífico.
Kennedy ha promovido la sustitución de la energía del carbón por energía renovable, lo que, según él, reduciría así los costos y los gases de efecto invernadero, al tiempo que mejoraría la calidad del aire y el agua, la salud de los ciudadanos y el número y la calidad de los puestos de trabajo. En junio de 2011, el productor de cine Bill Haney televisó su galardonada película The Last Mountain,coescrita por Haney y Peter Rhodes, que representa la lucha de Kennedy para detener la extracción de la cima de la montaña de los Apalaches.

### Potencia nuclear
Kennedy ha sido un oponente de la energía nuclear convencional, argumentando que es insegura y no económicamente competitiva. El 15 de junio de 1981, hizo noticia internacional cuando habló en un rally antinuclear en el Hollywood Bowl, con Stephen Stills, Bonnie Raitt y Jackson Browne.
Su batalla de treinta años para cerrar la central nuclear de Indian Point en Nueva York terminó en victoria en enero de 2017, cuando Kennedy firmó un acuerdo con el gobernador del estado de Nueva York, Andrew Cuomo, y Entergy,operador de la planta, para cerrar la planta en 2021. Kennedy apareció en un documental de 2004, Indian Point: Imagining the Unimaginable, dirigido por su hermana y documentalista Rory Kennedy.

### Hidro
Kennedy ha sido un abierto opositor de las presas, particularmente de los proyectos de presas que afectan a las comunidades indígenas.
En 1991, Kennedy ayudó a liderar una campaña para bloquear Hydro-Québec de la construcción del proyecto James Bay Hydro, un proyecto masivo de presas en el norte de Quebec.
Sus campañas ayudaron a bloquear las presas en el río Biobío de Chileen 1990 y su río Futaleufú en 2016. En 2002, montó lo que finalmente fue una batalla sin éxito contra la construcción de una presa en el río Macalde Belice. Kennedy llamo a la presa chalillo «un boondoggle», y trajo un desafío legal de alto perfil contra Fortis Inc., una compañía eléctrica canadiense y el propietario del monopolio de la compañía eléctrica de Belice. En un fallo de 3-2 en 2003, el Consejo Privado del Reino Unido confirmó la decisión del gobierno de Belice de permitir la construcción de presas.
En 2004, Kennedy se reunió con funcionarios provinciales y trajo a medios extranjeros y visitantes políticos a Canadá para protestar por la construcción de represas hidroeléctricas en el río Magpiede Quebec. Hydro-Quebec retiró los planes para la presa en 2017.
En noviembre de 2017, el sindicato hidroeléctrico español Endesa anunció su decisión de abandonar HydroAysen, un proyecto masivo para construir presas en decenas de ríos de la Patagonia acompañados de miles de kilómetros de carreteras, líneas eléctricas y otras infraestructuras. Endesa devolvió sus derechos de agua al gobierno chileno. La prensa chilena atribuye la defensa de Kennedy y Riverkeeper como factores críticos en la decisión de la compañía.

### Cape Wind
En 2005, Kennedy chocó con grupos ambientales nacionales por su oposición a un parque eólico frente a Cape Cod. Tomando el lado de la industria pesquera comercial de Cape Cod, Kennedy argumentó que el Proyecto Cape Wind en Nantucket Sound era un costoso despilfarro. Esta posición enfureció a algunos ambientalistas, y trajo a Kennedy críticas por parte de grupos de la industria y republicanos.  Kennedy argumentó en un artículo de opinión en The Wall Street Journal que «Vermont quiere quitar su planta nuclear fuera de línea y reemplazarla con energía limpia y verde de HydroQuébec—energía disponible para los servicios públicos de Massachusetts—a un costo de seis centavos por kilovatio hora (kWh). La electricidad de Cape Wind, según una estimación conservadora y basada en las cifras que presentaron ante el Estado, llega a 25 centavos por kWh».

### Campaña como independiente a las Elecciones Presidenciales 2024 y posterior apoyo a Donald Trump
En abril de 2023 lanzó su candidatura para las elecciones presidenciales de Estados Unidos de 2024 dentro del Partido Demócrata. Meses después abandonó el partido y se presentó como independiente.
En el verano de 2024, el 21 de julio el presidente Joe Biden anunció que abandonaba la carrera presidencial después de las presiones internas del Partido Demócrata y diversos medios de comunicación debido a su desempeño en el primer debate electoral celebrado el pasado 27 de junio.
El 20 de agosto la compañera de fórmula presidencial de Kennedy, Nicole Shanahan, fue entrevistada en un podcast donde mencionó que estaban valorando abandonar la carrera presidencial y apoyar a Donald Trump. Al día siguiente Robert Kennedy anuncia en su Instagram que va a dirigirse a la nación.
El 22 de agosto, Kamala Harris es nominada oficialmente como candidata del Partido Demócrata.
El día siguiente, el 23 de agosto Kennedy ofreció un discurso en Phoenix, en que anuncia que abandona la carrera presidencial como independiente y ofrece su apoyo a Donald Trump.
En ese discurso Kennedy empieza hablando de los valores que, según él, tenía el Partido Demócrata en los años 60, época de su padre y su tío. Sin embargo, argumenta que su antiguo partido ha cambiado y ya no representa esos valores. También menciona varios obstáculos que enfrentó en su campaña en 2023. Critica la falta de entrevistas de Kamala Harris hasta ese momento. Además, relata una reunión con Donald Trump tras su intento de asesinato, en la que discutieron cómo abordar las enfermedades crónicas en EE.UU, aunque reconoció no estar de acuerdo con Trump en todos los temas.

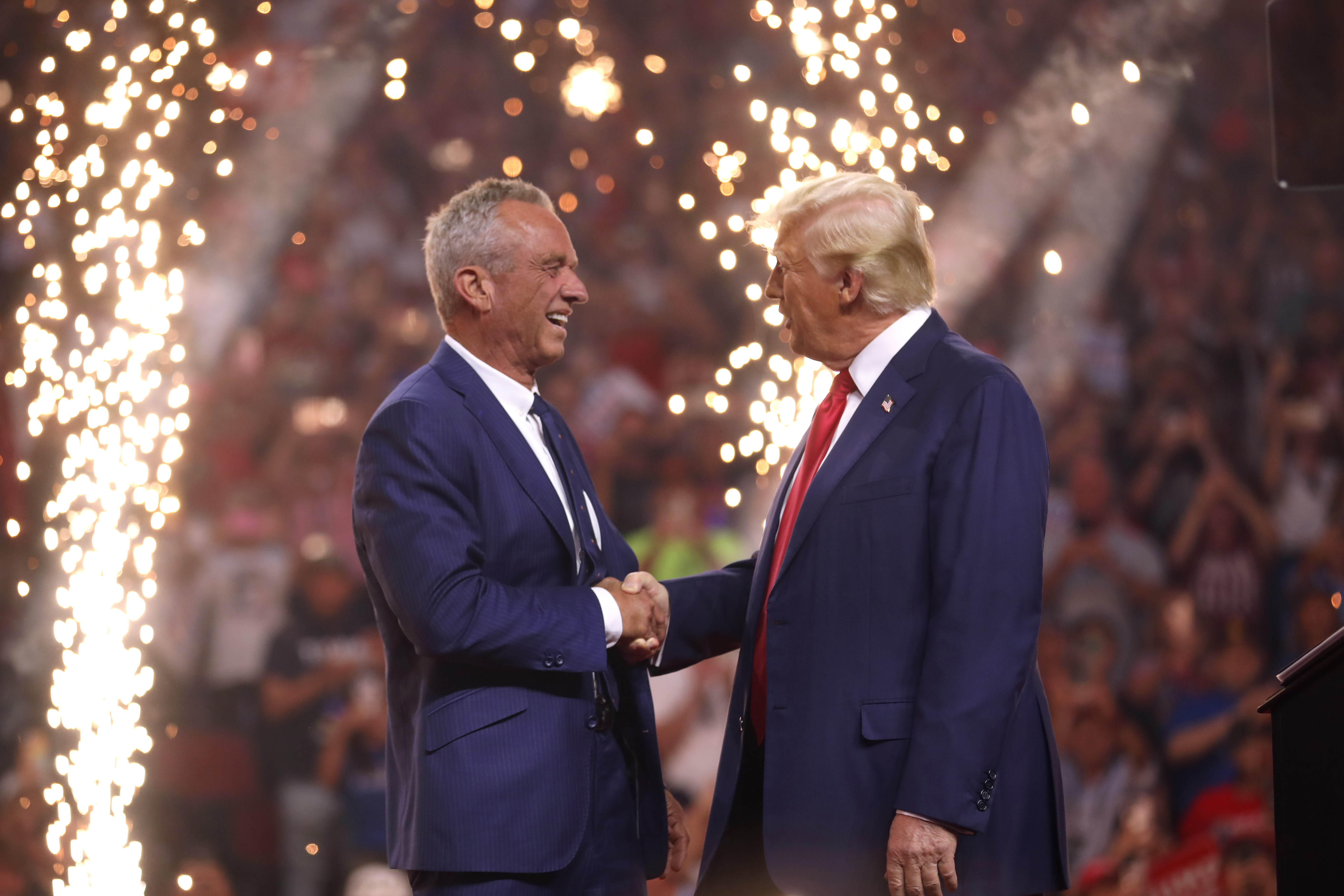
Donald Trump con Robert F. Kennedy Jr.

Unas horas más tarde en un mitin de Trump en la misma ciudad, este presenta a Kennedy como invitado sorpresa, diciendo que su tío y padre estarían orgullosos de él y que tiene intención de ponerle a trabajar con un grupo de expertos que analicen las causas del aumento de problemas crónicos y enfermedades infantiles en el país.
Al hablar Kennedy comenta que se reunieron después del intento de asesinato del expresidente ocurrido el 13 de julio, y ahí discutieron temas como la seguridad alimentaria, la epidemia de enfermedades crónicas, invertir en Estados Unidos en lugar de en conflictos internacionales como la guerra en Ucrania, la reconstrucción de la industria y la clase media, y la protección del libre flujo de información, oponiéndose a la censura.
Posteriormente Kennedy ofreció una entrevista al periodista Tucker Carlson donde explicó sus posturas.

## Puntos de vista personales

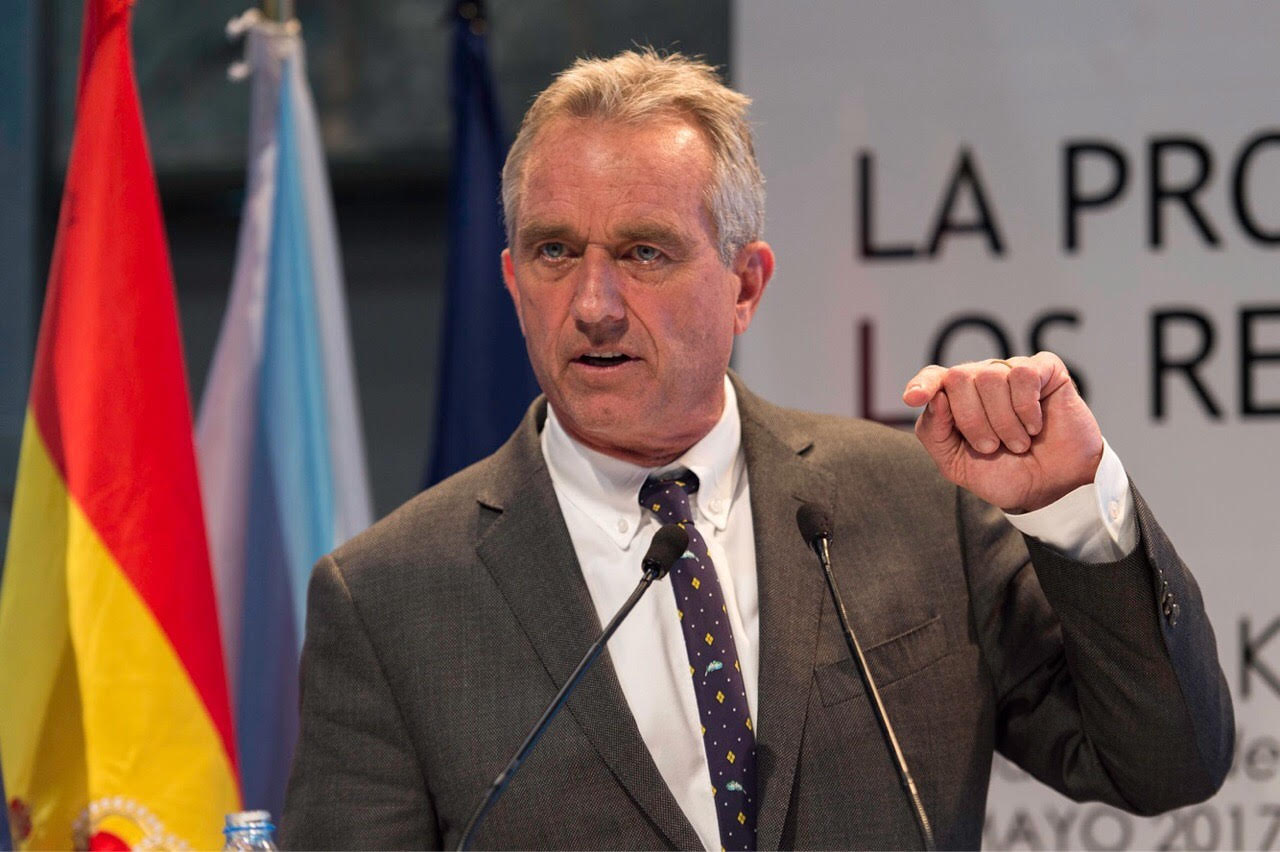
Kennedy en 2017

### Críticas políticas
A lo largo de la presidencia de George W. Bush, Kennedy fue un crítico persistente de las políticas ambientales y energéticas de Bush. Acusó a Bush de desfinanciar y corromper proyectos científicos federales.
Kennedy también fue crítico con la iniciativa de Bush en 2003 en materia de hidrógeno, señalando que fue un regalo para la industria de combustibles fósiles disfrazado como un automóvil verde.
En 2003, Kennedy escribió un artículo en el medio Rolling Stone sobre el registro ambiental de Bush, que posteriormente se expandió a un libro más vendido del New York Times. Su oposición a las políticas ambientales de la administración Bush le valió el reconocimiento como uno de los «100 agentes de cambio» de Rolling Stone el 2 de abril de 2009.
Durante una entrevista de octubre de 2012 con Político, Kennedy pidió a los ambientalistas que dirigieron su insatisfacción hacia el Congreso de los Estados Unidos en lugar del presidente Barack Obama, con el razonamiento de que Obama «no cumplió» debido a tener un Congreso de Estados Unidos «como no hemos visto antes en la historia de Estados Unidos». También acusó a los políticos que no actuaron sobre la política de cambio climático como sirviendo a intereses especiales y, vendiendo la confianza pública. Acusó a Charles y David Koch, los dueños de Koch Industries, Inc., la mayor compañía petrolera privada del país, de subvertir la democracia y de «hacerse multimillonarios empobreciendo al resto de nosotros». Kennedy ha hablado de los hermanos Koch como el liderazgo de «las fuerzas apocalípticas de la ignorancia y la codicia».
Durante la Marcha del Clima Popular de 2014, Kennedy dijo: «La política estadounidense está impulsada por dos fuerzas: una es la intensidad, y la otra es el dinero. Los hermanos Koch tienen todo el dinero. Están poniendo 300 millones de dólares este año en sus esfuerzos para detener la factura climática. Y lo único que tenemos en nuestro poder es el poder de la gente, y por eso tenemos que poner esta demostración en la calle».

### Alergias alimentarias
Kennedy fue miembro fundador de la Iniciativa de Alergia Alimentaria. Su hijo Conor sufre de alergia y anafilaxia al maní. Kennedy escribió el prólogo de The Peanut Allergy Epidemic, en el que él y los autores vinculan el aumento de las alergias alimentarias en los niños a ciertas vacunas que fueron aprobadas a partir de 1989.

### Opiniones sobre el autismo y las vacunas
Kennedy es el presidente de Children's Health Defense (anteriormente World Mercury Project), un grupo de defensa que alega que una gran proporción de niños estadounidenses sufren de condiciones tan diversas como el autismo, el trastorno por déficit de atención con hiperactividad, las alergias alimentarias, el cáncer y las enfermedades autoinmunes debido a la exposición a ciertos productos químicos y radiación. La Defensa de la Salud Infantil ha culpado y hecho campaña contra las vacunas, la fluoración del agua potable, el paracetamol (acetaminofeno), el aluminio, las comunicaciones inalámbricas y otros. El grupo de Kennedy ha sido identificado como uno de los dos principales compradores de publicidad antivacuna de Facebook a finales de 2018 y principios de 2019.
En sus primeros años, el grupo se centró en la cuestión percibida del mercurio en la industria y la medicina, especialmente el periodo timerosal compuesto de etilmercurio en las vacunas, propuesto por el exmédico desacreditado Andrew Wakefield como un mecanismo para el vínculo desmentido entre las vacunas y el autismo. A pesar de las afirmaciones de Kennedy de que de hecho no está en contra de las vacunas, los críticos han dicho que Kennedy y su organización difundieron argumentos antivacuna comunes como parte de sus mensajes principales. Kennedy ha declarado que los medios de comunicación y los gobiernos están involucrados en una conspiración para negar que las vacunas causan autismo.
En junio de 2005, Kennedy escribió un artículo en Rolling Stone and Salon llamado Deadly Immunity, alegando una conspiración gubernamental para ocultar una conexión entre el timerosal y la epidemia de trastornos del neurodesarrollo infantil, incluido el autismo. El artículo contenía cinco errores fácticos, lo que llevó a Salon a emitir correcciones. Seis años más tarde, el 16 de enero de 2011, Salon se retractó del artículo por completo. Según Salon, la retractación fue motivada por la acumulación de evidencia de supuestos errores y fraude científico subyacente a la afirmación de vacuna-autismo. Una versión corregida del artículo original todavía se puede encontrar en el sitio web de Rolling Stone.
En mayo de 2013, Kennedy pronunció el discurso principal en la conferencia de información sobre vacunación AutismOne / Generation Rescue.
En 2014, Kennedy publicó un libro, Thimerosal: Let the Science Speak: The Evidence Supporting the Immediate Removal of Mercury de Vaccines. Mientras que el metilmercurio es una potente neurotoxina, el etilmercurio, como se utiliza en los conservantes de la vacuna, es más segura. El prefacio del libro está escrito por Mark Hyman, un defensor del tratamiento médico alternativo llamado medicina funcional. Kennedy ha publicado muchos artículos sobre la inclusión del timerosal conservante a base de mercurio en las vacunas, que han aparecido en Huffington Post, EcoWatch, y The Boston Globe.
En abril de 2015, Kennedy participó en un Foro de Oradores para promover la película Trace Amounts, que promueve el vínculo entre el autismo y el mercurio en las vacunas. En una proyección de película, Kennedy describió la epidemia de autismo como un «holocausto».
El 10 de enero de 2017, el secretario de prensa entrante de la Casa Blanca Sean Spicer confirmó que Kennedy y el presidente electo Donald Trump se reunieron para discutir un puesto en la administración Trump. Kennedy aceptó una oferta hecha por Trump para convertirse en el presidente del Grupo de Trabajo de Seguridad de Vacunas. Una portavoz de la transición de Trump dijo que no se había tomado una decisión final. En una entrevista de agosto de 2017 con la reportera de STAT News Helen Branwell, Kennedy dijo que se había estado reuniendo con los reguladores federales de salud pública para discutir los defectos en la ciencia de la seguridad de las vacunas, a petición de la Casa Blanca.
El 15 de febrero de 2017, Kennedy y el actor Robert De Niro dieron una conferencia de prensa en el National Press Club en Washington D. C., en la que acusaron a la prensa de actuar como propagandistas para la industria de vacunación de 35 000 millones de dólares y negarse a permitir debates sobre la ciencia de la vacunación. Ofrecieron una recompensa de 100 000 dólares a cualquier periodista u otro ciudadano que pudiera apuntar a un estudio que demostrara que es seguro inyectar mercurio en bebés y mujeres embarazadas a niveles actualmente contenidos en las vacunas contra la gripe. Craig Foster, un profesor de psicología que estudia pseudociencia, consideró el desafío «no ciencia», señalando que era un «concurso cuidadosamente construido que permite a sus creadores generar el resultado engañoso que presumiblemente quieren ver». También declaró que «demostrar que algo es seguro es importantemente diferente de demostrar que algo es dañino».
El 8 de mayo de 2019, Kathleen Kennedy Townsend, Joseph P. Kennedy y Maeve Kennedy McKean escribieron una carta abierta afirmando que si bien su pariente ha defendido muchas causas admirables, «ha ayudado a difundir peligrosa desinformación sobre las redes sociales y es cómplice al sembrar la desconfianza de la ciencia detrás de las vacunas».
El 4 de junio de 2019, durante una visita a Samoa coincidiendo con la 57.ª celebración de la independencia de esa nación, Kennedy apareció en una foto de Instagram con el activista antivacativa australiano-samoano Taylor Winterstein. La organización benéfica de Kennedy y Winterstein han perpetuado la mentira de que la vacuna MMR jugó un papel en las muertes de dos bebés samoanos en 2018, a pesar de la posterior revelación de que los bebés habían recibido un relajante muscular junto con la vacuna por error. Kennedy ha suscitado críticas por alimentar la vacilación por las vacunas en medio de un clima social que dio lugar al brote de sarampión de Samoa de 2019, que mató a más de 70 personas, y al brote de sarampión de Tonga de 2019.
Kennedy aparece como productor ejecutivo de Vaxxed II: The People's Truth, la secuela de 2019 del documental antivacunación Vaxxed de Andrew Wakefieldy Del Bigtree.

### Promoción de teorías conspirativas COVID-19
Kennedy escribió el prólogo de Plague of Corruption, un libro de la controvertida ex científica de investigación y teórica de la conspiración antivacunas Judy Mikovitz, publicado en 2020. MIT Technology Review informó que el youtuber financiero Patrick Bet-David estaba monetizando entrevistas en video con activistas antivacunas como Mikovits y Kennedy, con el segmento de este último titulado «Robert Kennedy Jr. destruye Big Pharma, Fauci & Pro-Vaccine Movement».
A medida que la pandemia COVID-19 continúa, Kennedy continúa promocionando una serie de teorías conspirativas relacionadas con COVID-19, incluyendo el ataque a Anthony Fauci y a la Fundación Bill y Melinda Gates por supuestamente tratar de beneficiarse de una vacuna. En agosto de 2020, Kennedy apareció en una entrevista de una hora de duración con Alec Baldwin en Instagram, donde anuó una serie de afirmaciones incorrectas y engañosas sobre vacunas y medidas de salud pública relacionadas con la pandemia de COVID-19. Baldwin fue criticado por funcionarios de salud pública y científicos por permitir que las proclamaciones de Kennedy que pasaran desaperciban. Kennedy también apareció como orador en la manifestación parcialmente violenta en Berlín el 29 de agosto de 2020, donde grupos populistas pidieron el fin de las restricciones anti-Coronavirus.

### Opiniones sobre el asesinato de Martha Moxley
En enero de 2003, Kennedy escribió un polémico artículo en The Atlantic Monthly sobre el asesinato en 1975 de Martha Moxley en Greenwich, Connecticut, en el que insiste en que la acusación de Michael Skakel «fue desencadenada por un medio inflamado, y que un hombre inocente está ahora en prisión». Skakel y Kennedy son primos hermanos, ya que la madre de Kennedy y el padre de Skakel son hermanos. El artículo argumenta que hay más evidencia que sugiere que Kenneth Littleton, el tutor vivo de la familia Skakel, mató a Moxley. También llama a Dominick Dunne la «fuerza impulsora» detrás de la acusación de Skakel.  En julio de 2016, Kennedy publicó un libro titulado Framed: Why Michael Skakel Spent over a Decade in Prison for a Murder He didn't Commit. En septiembre de 2017, los derechos del libro de Kennedy fueron elegidos por FX Productions para desarrollar una serie de televisión de varias partes.

### Opiniones sobre el asesinato de JFK y la Comisión Warren
En la noche del 11 de enero de 2013, Charlie Rose entrevistó a Kennedy y a su hermana Rory en el Winspear Opera House en Dallas como parte del programa del comité de John F. Kennedy elegido a mano del entonces alcalde de Dallas Mike Rawlings. Robert F. Kennedy Jr. dijo que estaba convencido de que Lee Harvey Oswald no era el único responsable del asesinato de su tío, el presidente John F. Kennedy; y dijo que su padre Robert F. Kennedy estaba «bastante convencido» de que otros, además de Oswald, estaban involucrados en el asesinato de su hermano y en privado creían que el informe de la Comisión Warren era una «pieza artesanal». En un comentario extendido sobre la presidencia de JFK en el 50 aniversario de su muerte, Kennedy se refirió a un solo libro, JFK and the Unspeakable. La edición de 2013 del libro fue respaldada por Kennedy, quien dijo que lo había trasladado a visitar Dealey Plaza, el lugar del asesinato de su tío, por primera vez.

### Opiniones sobre la política exterior de EE. UU.
Kennedy ha escrito extensamente sobre política exterior, comenzando con un artículo del Atlantic Monthly de 1974 titulado Pobre Chile, discutiendo el derrocamiento del presidente chileno Salvador Allende. Kennedy también escribió editoriales contra la ejecución del presidente pakistaní Zulfikar Ali Bhutto por el general Muhammad Zia-ul-Haq. En 1975, publicó un artículo en The Wall Street Journal, criticando el uso del asesinato como una herramienta de política exterior. En 2005, escribió un artículo para Los Angeles Times denunciando el uso de la tortura por parte del presidente Bush como antiestadounidense.  El senador Edward Kennedy ingresó el artículo en el Registro del Congreso.
En un artículo titulado Por qué los árabes no nos quieren en Siria, publicado en Politico en febrero de 2016, Kennedy se refirió a la «historia sangrienta que los intervencionistas modernos como George W. Bush, Ted Cruz y Marco Rubio echan de menos cuando recitan su tropo narcisista que los nacionalistas del Medio Oriente "nos odian por nuestras libertades". En su mayor parte no lo hacen; en cambio, nos odian por la forma en que traicionamos esas libertades —nuestros propios ideales— dentro de sus fronteras». Kennedy culpa a la guerra siria de una disputa de oleoductos. Cita documentos de wiki-filtraciones alegando que los planificadores militares y de inteligencia dirigidos por la CIA para fomentar un levantamiento sunita contra el presidente de Siria, Bashar al-Assad, después de su rechazo de un oleoducto propuesto Catar-Turquía a través de Siria en 2009, mucho antes de la Primavera Árabe. En 2013, Kennedy escribió un artículo para Rolling Stone explorando la difícil lucha del presidente John F. Kennedy con su propio aparato militar y de inteligencia para evitar que Estados Unidos estuviera fuera de la guerra y se convirtiera en un estado imperial.

### Respaldos políticos
Kennedy formó parte del Estado Mayor Nacional y Coordinador estatal de Edward M. Kennedy para presidente de 1979 a 1980. Antes de eso había estado en las Campañas Senatorial de Massachusetts de 1970 y 1976. Fue cofundador y exmiembro de la junta directiva de la Liga de Votantes de Conservación de Nueva York.

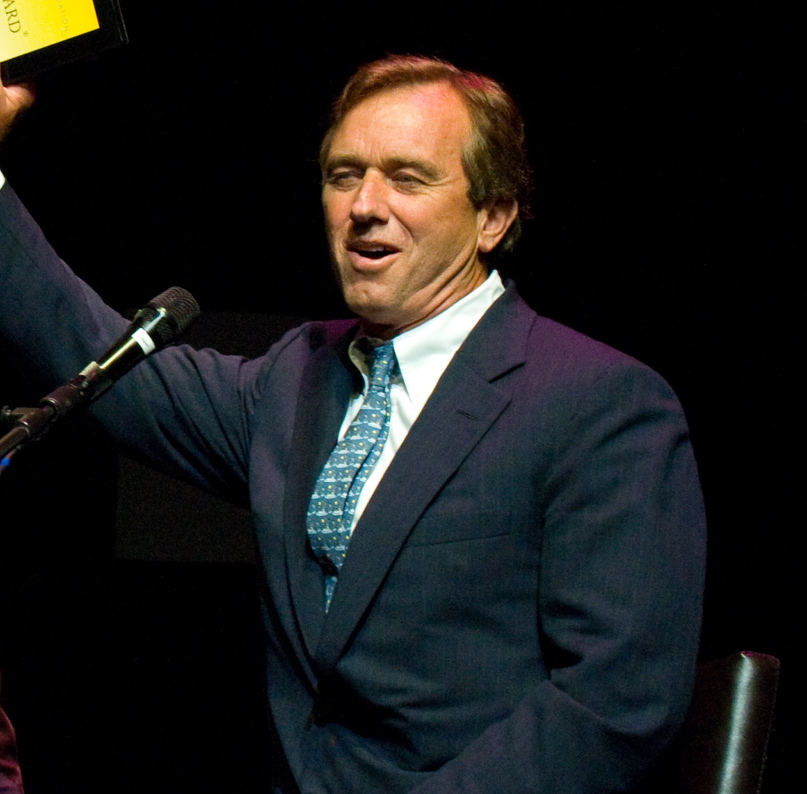
Kennedy en una grabación de ETown durante la Convención Nacional Demócrata de 2008

Kennedy respaldó e hizo una extensa campaña para el vicepresidente Al Gore durante su campaña presidencial de 2000, y se opuso abiertamente a la campaña presidencial del Partido Verde de su amigo Ralph Nader, prediciendo que podría hundir la campaña de Gore y poner a George W. Bush en la Casa Blanca. En las elecciones presidenciales de 2004, Kennedy apoyó a John Kerry, señalando su fuerte historial ambiental.
A finales de 2007, Kennedy y sus hermanas Kerry y Kathleen anunciaron que apoyarían a Hillary Clinton en las primarias presidenciales del Partido Demócrata de 2008. Después de la Convención Demócrata, Kennedy dah por Obama en todo el país. Después de las elecciones, fue nombrado como líder del administrador de la EPA de Obama.
Kennedy ha sido crítico con la integridad del proceso de votación. En junio de 2006, publicó un artículo en Rolling Stone que pretendía mostrar que los agentes del PNA robaron las elecciones presidenciales de 2004 para el presidente George W. Bush. Farhad Manjoo contrarrestó las conclusiones de Kennedy, pero hubo otras personas que discutieron lo contrario.
Kennedy ha escrito frecuentes advertencias sobre la facilidad de la piratería electoral y los peligros de las purgas de votantes y las leyes de identificación de votantes. Escribió la introducción y un capítulo en Billionaires and Ballot Bandits, un libro de 2012 sobre hackeo electoral por el periodista de investigación Greg Palast.

### Aspiraciones políticas
Kennedy consideró postularse por primera vez para un cargo político en 2000, cuando el senador de Nueva York Daniel Patrick Moynihan anunció que no buscaría la reelección para el escaño del Senado de los Estados Unidos anteriormente ocupado por el padre de Kennedy. Su padre fue elegido para el mismo escaño en 1964, y lo mantuvo durante 41 meses, hasta su muerte en 1968.
En 2005, Kennedy consideró postularse para el Fiscal General de Nueva York, lo que habría significado una posible carrera contra su entonces cuñado Andrew Cuomo, pero al final decidió no entrar en la carrera, a pesar de que había sido considerado el líder.
El 2 de diciembre de 2008, Kennedy anunció que no deseaba ser nombrado para el Senado de los Estados Unidos por el gobernador de Nueva York, David Paterson. Sentía que le tomaría demasiado tiempo a su familia.
Entre 2023 y 2024 Kennedy hizo una campaña presidencial, en la cual partió siendo demócrata, y pasó a ser independiente, para terminar apoyando al expresidente Donald Trump.

## Vida personal

### Intereses generales
Kennedy es un maestro en cetrería con licencia y ha entrenado a halcones desde que tenía 11 años. Cría halcones y también tiene licencia como propagador de rapaces y rehabilitador de vida silvestre. Tiene licencia como Guarda de Caza Federal, Anillados de Aves y Coleccionista Científico. Fue Presidente de la Asociación de Cetrería del Estado de Nueva York entre 1988 y 1991. En 1987, mientras estaba en el Comité de Asesoramiento de Cetrería del Estado de Nueva York del gobernador Mario Cuomo, Kennedy ideó el examen a superar para obtener la licencia de cetrería en el estado de Nueva York. Ese mismo año escribió el Manual del Aprendiz de Cetrería del Estado de Nueva York, que fue publicado por el Departamento de Conservación Ambiental del Estado de Nueva York, y continúa en uso hoy en día.
Kennedy también es un kayakista de aguas bravas. Su padre le presentó a él y a sus hermanos en kayak de aguas bravas durante los primeros viajes por los ríos Green y Yampa en Utah y Colorado, el río Columbia,el salmón Middle Fork en Idaho y la garganta del Alto Hudson. De 1976 a 1981, Kennedy fue socio y guía de una empresa de aguas bravas, Utopian, con sede en West Forks, Maine. Organizó y dirigió varias expediciones de aguas bravas de «primer descenso» a América Latina, incluyendo tres ríos hasta ahora inexplorados: el Apurimac, Perú, en 1975; Atrato, Colombia, en 1979; y el Caroni, Venezuela, en 1982. Hizo un descenso temprano del gran río Whale en el norte de Quebec, en 1993, y ha hecho muchos viajes a la Zona sur de Chile, para correr el río Biobío, el Futaleufú y otros ríos de aguas bravas.
En 2015, llevó a dos de sus hijos al Yukón para visitar el Monte Kennedy y correr el río Alsek, un río de aguas bravas alimentado por el glaciar Alsek. El Monte Kennedy había sido el pico sin escalada más alto de Canadá, cuando el Gobierno canadiense lo nombró para el presidente estadounidense asesinado, en 1964. En 1965, su padre Robert F. Kennedy fue la primera persona en escalar el Monte Kennedy.

### Matrimonios e hijos

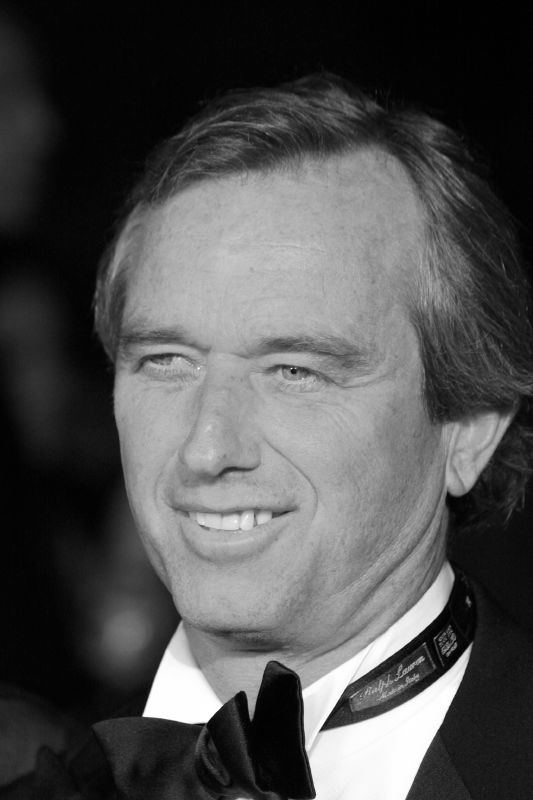
RFK Jr. en 2007

El 3 de abril de 1982, Kennedy se casó con Emily Ruth Black (n. 1957), a quien había conocido en la Facultad de Derecho de la Universidad de Virginia. Tuvieron dos hijos: Robert Francis «Bobby» Kennedy III (n. 1984; escritor casado, activista por la paz y ex oficial de la CIA Amaryllis Fox) y Kathleen Alexandra Kennedy (n. 1988). La pareja se separó en 1992 y se divorció en 1994.
El 15 de abril de 1994, Kennedy se casó con Mary Kathleen Richardson (1959-2012) a bordo de un buque de investigación en el río Hudson. Tuvieron cuatro hijos: Conor Richardson Kennedy (n. 1994), Kyra LeMoyne Kennedy (n. 1995), William Finbar «Finn» Kennedy (n. 1997) y Aidan Caohman Vieques Kennedy (n. 2001). El 12 de mayo de 2010, Kennedy pidió el divorcio de Mary; tres días más tarde fue acusada de conducir ebria. El 16 de mayo de 2012, Mary fue encontrada muerta en un edificio en los terrenos de su casa en Mount Kisco, Nueva York. El Examinador Médico del Condado de Westchester dictaminó que la muerte era un suicidio debido a la asfixia por ahorcamiento.
Kennedy se casó con su tercera esposa, la actriz y directora Cheryl Hines, el 2 de agosto de 2014, en el complejo Kennedy en Hyannis Port, Massachusetts. Fueron presentados por primera vez por Larry David, cuya esposa Hines actuó en la serie de HBO Curb Your Enthusiasm, y comenzaron a salir en 2012.

### Controversias
En el verano de 1970, Kennedy fue acusado en Hyannis, Massachusetts por posesión de marihuana. En agosto de 1971, fue arrestado por merodear, también en Hyannis, y no impugnó el cargo.
En 1983, a la edad de 29 años, Kennedy fue arrestado en un aeropuerto de Rapid City, Dakota del Sur por posesión de heroína después de que una búsqueda de su bolsa de mano descubrió la droga, después de una sobredosis cercana en vuelo. Kennedy se declara culpable ante el juez presidente Marshall P. Young, quien lo condenó a dos años de libertad condicional y 1500 horas de servicio comunitario. Después de su arresto, Kennedy entró en un centro de tratamiento de drogas y dejó el empleo como fiscal del gobierno.
En 1999, Kennedy contrató a William Wegner para trabajar para Riverkeeper. Era un científico de la pesca y halconista que había sido condenado a cinco años de prisión; sirvió tres años después de declararse culpable de cargos criminales federales por contrabando de huevos de aves de Australia. En 2000, Robert Boyle, fundador y expresidente de Riverkeeper, despidió a Wegner, citando su condena penal, pero Kennedy volvió a contratar a Wegner, creyendo que se le debía dar una segunda oportunidad. La mayoría de la Junta de Guardabosques apoyaron la decisión de Kennedy, pero siete miembros se unieron a Boyle para dimitir.
En septiembre de 2013, el New York Post publicó extractos del diario de Kennedy de 2001, en el que Kennedy describió múltiples asuntos, y escribió sus opiniones sobre figuras públicas. Kennedy dijo que el periódico había impreso su diario.

### Salud
Kennedy sufre de disfonía espasmódica, lo que hace temblar su voz y dificulta el habla. Es una forma de un trastorno del movimiento involuntario llamado distonía que afecta sólo a la laringe.

### Religión
Kennedy es católico.

## Ancestros
|  |                                                 |  |  |  |  |  |  |  |  |  |  |  |  |  |  |  |
|  | 16. Patrick Kennedy (1823-1858)                 |  |  |  |  |  |  |  |  |  |  |  |  |  |  |  |
|  |                                                 |  |  |  |  |  |  |  |  |  |  |  |  |  |  |  |
|  |                                                 |  |  |  |  |  |  |  |  |  |  |  |  |  |  |  |
|  | 8. Patrick J. Kennedy (1858-1929)               |  |  |  |  |  |  |  |  |  |  |  |  |  |  |  |
|  |                                                 |  |  |  |  |  |  |  |  |  |  |  |  |  |  |  |
|  |                                                 |  |  |  |  |  |  |  |  |  |  |  |  |  |  |  |
|  | 17. Bridget Murphy (1821-1888)                  |  |  |  |  |  |  |  |  |  |  |  |  |  |  |  |
|  |                                                 |  |  |  |  |  |  |  |  |  |  |  |  |  |  |  |
|  |                                                 |  |  |  |  |  |  |  |  |  |  |  |  |  |  |  |
|  | 4. Joseph P. Kennedy (1888-1969)                |  |  |  |  |  |  |  |  |  |  |  |  |  |  |  |
|  |                                                 |  |  |  |  |  |  |  |  |  |  |  |  |  |  |  |
|  |                                                 |  |  |  |  |  |  |  |  |  |  |  |  |  |  |  |
|  | 18. James Hickey (1836-1900)                    |  |  |  |  |  |  |  |  |  |  |  |  |  |  |  |
|  |                                                 |  |  |  |  |  |  |  |  |  |  |  |  |  |  |  |
|  |                                                 |  |  |  |  |  |  |  |  |  |  |  |  |  |  |  |
|  | 9. Mary Augusta Hickey (1857-1923)              |  |  |  |  |  |  |  |  |  |  |  |  |  |  |  |
|  |                                                 |  |  |  |  |  |  |  |  |  |  |  |  |  |  |  |
|  |                                                 |  |  |  |  |  |  |  |  |  |  |  |  |  |  |  |
|  | 19. Margaret M. Field (1835-1911)               |  |  |  |  |  |  |  |  |  |  |  |  |  |  |  |
|  |                                                 |  |  |  |  |  |  |  |  |  |  |  |  |  |  |  |
|  |                                                 |  |  |  |  |  |  |  |  |  |  |  |  |  |  |  |
|  | 2. Robert F. Kennedy (1925-1968)                |  |  |  |  |  |  |  |  |  |  |  |  |  |  |  |
|  |                                                 |  |  |  |  |  |  |  |  |  |  |  |  |  |  |  |
|  |                                                 |  |  |  |  |  |  |  |  |  |  |  |  |  |  |  |
|  | 20. Thomas Fitzgerald (1822-1885)               |  |  |  |  |  |  |  |  |  |  |  |  |  |  |  |
|  |                                                 |  |  |  |  |  |  |  |  |  |  |  |  |  |  |  |
|  |                                                 |  |  |  |  |  |  |  |  |  |  |  |  |  |  |  |
|  | 10. John F. "Honey Fitz" Fitzgerald (1863-1950) |  |  |  |  |  |  |  |  |  |  |  |  |  |  |  |
|  |                                                 |  |  |  |  |  |  |  |  |  |  |  |  |  |  |  |
|  |                                                 |  |  |  |  |  |  |  |  |  |  |  |  |  |  |  |
|  | 21. Rosanna Molly Cox (1834-1879)               |  |  |  |  |  |  |  |  |  |  |  |  |  |  |  |
|  |                                                 |  |  |  |  |  |  |  |  |  |  |  |  |  |  |  |
|  |                                                 |  |  |  |  |  |  |  |  |  |  |  |  |  |  |  |
|  | 5. Rose Fitzgerald Kennedy (1890-1995)          |  |  |  |  |  |  |  |  |  |  |  |  |  |  |  |
|  |                                                 |  |  |  |  |  |  |  |  |  |  |  |  |  |  |  |
|  |                                                 |  |  |  |  |  |  |  |  |  |  |  |  |  |  |  |
|  | 22. Michael Hannon (1832-1900)                  |  |  |  |  |  |  |  |  |  |  |  |  |  |  |  |
|  |                                                 |  |  |  |  |  |  |  |  |  |  |  |  |  |  |  |
|  |                                                 |  |  |  |  |  |  |  |  |  |  |  |  |  |  |  |
|  | 11. Mary Josephine Hannon (1865-1964)           |  |  |  |  |  |  |  |  |  |  |  |  |  |  |  |
|  |                                                 |  |  |  |  |  |  |  |  |  |  |  |  |  |  |  |
|  |                                                 |  |  |  |  |  |  |  |  |  |  |  |  |  |  |  |
|  | 23. Mary Ann Fitzgerald (1834-1904)             |  |  |  |  |  |  |  |  |  |  |  |  |  |  |  |
|  |                                                 |  |  |  |  |  |  |  |  |  |  |  |  |  |  |  |
|  |                                                 |  |  |  |  |  |  |  |  |  |  |  |  |  |  |  |
|  | 1. Robert Francis Kennedy Jr                    |  |  |  |  |  |  |  |  |  |  |  |  |  |  |  |
|  |                                                 |  |  |  |  |  |  |  |  |  |  |  |  |  |  |  |
|  |                                                 |  |  |  |  |  |  |  |  |  |  |  |  |  |  |  |
|  | 24. George Skakel                               |  |  |  |  |  |  |  |  |  |  |  |  |  |  |  |
|  |                                                 |  |  |  |  |  |  |  |  |  |  |  |  |  |  |  |
|  |                                                 |  |  |  |  |  |  |  |  |  |  |  |  |  |  |  |
|  | 12. James Curtis Skakel (1850-1917)             |  |  |  |  |  |  |  |  |  |  |  |  |  |  |  |
|  |                                                 |  |  |  |  |  |  |  |  |  |  |  |  |  |  |  |
|  |                                                 |  |  |  |  |  |  |  |  |  |  |  |  |  |  |  |
|  | 25. Sarah Sawyer                                |  |  |  |  |  |  |  |  |  |  |  |  |  |  |  |
|  |                                                 |  |  |  |  |  |  |  |  |  |  |  |  |  |  |  |
|  |                                                 |  |  |  |  |  |  |  |  |  |  |  |  |  |  |  |
|  | 6. George Skakel (1892-1955)                    |  |  |  |  |  |  |  |  |  |  |  |  |  |  |  |
|  |                                                 |  |  |  |  |  |  |  |  |  |  |  |  |  |  |  |
|  |                                                 |  |  |  |  |  |  |  |  |  |  |  |  |  |  |  |
|  | 26. German Nicholas Jordan (1828-1888)          |  |  |  |  |  |  |  |  |  |  |  |  |  |  |  |
|  |                                                 |  |  |  |  |  |  |  |  |  |  |  |  |  |  |  |
|  |                                                 |  |  |  |  |  |  |  |  |  |  |  |  |  |  |  |
|  | 13. Grace Mary Jordan (1858-1936)               |  |  |  |  |  |  |  |  |  |  |  |  |  |  |  |
|  |                                                 |  |  |  |  |  |  |  |  |  |  |  |  |  |  |  |
|  |                                                 |  |  |  |  |  |  |  |  |  |  |  |  |  |  |  |
|  | 27. Sarah Virginia Hendricks (1838-1869)        |  |  |  |  |  |  |  |  |  |  |  |  |  |  |  |
|  |                                                 |  |  |  |  |  |  |  |  |  |  |  |  |  |  |  |
|  |                                                 |  |  |  |  |  |  |  |  |  |  |  |  |  |  |  |
|  | 3. Ethel Kennedy (1928)                         |  |  |  |  |  |  |  |  |  |  |  |  |  |  |  |
|  |                                                 |  |  |  |  |  |  |  |  |  |  |  |  |  |  |  |
|  |                                                 |  |  |  |  |  |  |  |  |  |  |  |  |  |  |  |
|  | 14. James Brannack (1865-1938)                  |  |  |  |  |  |  |  |  |  |  |  |  |  |  |  |
|  |                                                 |  |  |  |  |  |  |  |  |  |  |  |  |  |  |  |
|  |                                                 |  |  |  |  |  |  |  |  |  |  |  |  |  |  |  |
|  | 7. Anne Brannack (1892-1955)                    |  |  |  |  |  |  |  |  |  |  |  |  |  |  |  |
|  |                                                 |  |  |  |  |  |  |  |  |  |  |  |  |  |  |  |
|  |                                                 |  |  |  |  |  |  |  |  |  |  |  |  |  |  |  |
|  | 15. Margaret Hughes                             |  |  |  |  |  |  |  |  |  |  |  |  |  |  |  |
|  |                                                 |  |  |  |  |  |  |  |  |  |  |  |  |  |  |  |
|  |                                                 |  |  |  |  |  |  |  |  |  |  |  |  |  |  |  |

### Libros infantiles
- Robert Smalls: The Boat Thief. New York: Hyperion. 2008. p. 48. ISBN 978-1423108023.
- Robert F. Kennedy Jr.'s American Heroes: The Story of Joshua Chamberlain and the American Civil War. New York: Hyperion. 2007. p. 48. ISBN 978-1-4231-0771-2.
- Dennis Nolan (Illustrator) (2004). St. Francis of Assisi: A Life of Joy. Hyperion. ISBN 978-0-7868-1875-4.

### Artículos seleccionados
Kennedy ha escrito numerosos artículos académicos y de interés general, así como artículos de opinión sobre petróleo, carbón, energía verde, integridad electoral, política, medios de comunicación, cetrería, política exterior y derechos civiles. Sus escritos han sido publicados en The New York Times, The Washington Post, Time Magazine, Newsweek, Rolling Stone, The Atlantic Monthlyy Vanity Fair, entre otros. Kennedy también es un escritor de viajes publicado con frecuencia.
- «Meet the horsemen of our environmental apocalypse». Salon. 25 de junio de 2017. Consultado el 13 de enero de 2020.
- «John F. Kennedy's Vision of Peace». Rolling Stone. 20 de noviembre de 2013. Consultado el 13 de enero de 2020.
- «The Next President's First Task [A Manifesto]». Vanity Fair. 8 de diciembre de 2009. Consultado el 13 de enero de 2020.
- «Robert F. Kennedy Jr. on the Climate Crisis: What Must Be Done». Rolling Stone. 28 de junio de 2007. Consultado el 13 de enero de 2020.
- «Texas Chainsaw Management». Vanity Fair. 4 de abril de 2007. Consultado el 13 de enero de 2020.
- «Deadly Immunity». Rolling Stone. 8 de febrero de 2011. Archivado desde el original el 13 de enero de 2020. Consultado el 13 de enero de 2020.
- «The Junk Science of George W. Bush». The Nation. 19 de febrero de 2004. Archivado desde el original el 7 de octubre de 2017. Consultado el 13 de enero de 2020.[242]
- «Crimes Against Nature». Rolling Stone. 11 de diciembre de 2003. Consultado el 13 de enero de 2020.
- «A Miscarriage of Justice». The Atlantic. January–February 2003. Consultado el 13 de enero de 2020.
- «Why Are We in Vieques?». Outside. 10 de enero de 2001. Consultado el 13 de enero de 2020.
- August 26, 1992 – "Driving Out Conoco Disservice to Rain Forests". The Houston Chronicle

## Premios y reconocimientos
A lo largo de su carrera, RFK Jr. ha recibido numerosos premios en su nombre y en nombre de organizaciones y causas que ha defendido.
- 2018, The National Trial Lawyers, Mass Tort Trial Team of the Year - por Caso innovador de Dewayne «Lee» Johnson v. Monsanto Company.
- 2017, Héroes de la Montaña de la Justicia de la Tierra.[243]
- 2017, Premio Foro La Región por La Protección de los Recursos Naturales.[244]
- 2017, Premio a las Comunidades Saludables de Mamás en América.
- 2014, Premio Stroud a la Excelencia en Agua Dulce.[245]
- 2009, Rolling Stone 100 Agentes de Cambio.
- 2008, USC Dornsife Sustainability Champion Award.[246]
- 2008, Premio de Conservación Theodre Gordon Flyfishers[247]
- 2007, Vanity Fair The Green Team.[248]
- 2005, Premio William O. Douglas, en nombre de la Alianza de Guardabosques.[249]
- 2004, Riverkeeper's Environmental Excellence Award.
- 2004, Premio Marshall P. Madison.
- 2003, Premio de Recursos Profesionales, NY State Council of Trout Unlimited.[247]
- 2001, Premio al Servicio Distinguido otorgado en el 25.º Aniversario de la Escuela de Derecho Pace.[250]
- 2001, Men's Journal «Heroes» Award[251]
- 2001, Louisiana Environmental Action Award.
- 2000, 12.º Premio Anual de Manhattan.[252]
- 2000, Premio Jacques Sartisky a la Paz.[252]
- 2000, Campeón del Estado de Nueva York del Medio Ambiente.[253]
- 1999, «Héroes del Planeta» de la revista Time
- 1999, Premio de Conservación del Acuario.
- 1998, Premio William E. Ricker de «Conservación de Recursos».[254]
- 1998, Water Watch Award – New York National Boat Show Awards, en nombre de la Clínica de Litigios Ambientales Pace.
- 1997, Premio a la Calidad Ambiental de la EPA.[252]
- 1997, Premio Brave 40 del Departamento de Conservación Ambiental de La Ciudad de Nueva York.[252]
- 1997, Premio Ambiental Thomas Berry, entregado a Robert F. Kennedy Jr. y a la Clínica de Litigios Ambientales Pace.[255]
- 1995, Premio Estrella Verde otorgado por la Coalición de Acción Ambiental.[255]
- 1991, Premio Eleanor Roosevelt Val-Kill.[256]